# التعليم في حالات الطوارئ ومناطق الصراع
التعليم في حالات الطوارئ ومناطق الصراع هو عملية التعليم وتعزيز جودة التعليم للأطفال والشباب والكبار في المناطق المتضررة من الأزمات. حيث تشمل حالات الطوارئ هذه: النزاعات والأوبئة والكوارث الناجمة عن الأخطار الطبيعية. وتحمي أنظمة التعليم المعززة الأطفال والشباب من الاعتداء وسوء المعاملة والاستغلال، وتدعم بناء السلام، وتوفر السلامة الجسدية والنفسية للأطفال. وفي أوقات الأزمات، يساعد التعليم على بناء القدرة على الصمود والتماسك الاجتماعي عبر المجتمعات، وهو أمر أساسي للانتعاش المستدام.

## خلفية
تُعرَّف حالات الطوارئ التي تؤثر على التعليم على أنها جميع المواقف التي تدمر فيها الكوارث الطبيعية أو الكوارث التي من صنع الإنسان في غضون فترة زمنية قصيرة، الظروف المعتادة للحياة ومرافق الرعاية والتعليم للأطفال، وقد تؤدي إلى تعطيل أو إنكار أو إعاقة التقدم أو تأخير إقرار الحق في التعليم. ويمكن أن تكون هذه الحالات ناجمة عن النزاعات المسلحة الدولية، بما في ذلك الاحتلال العسكري، وغير الدولية، وحالات ما بعد الصراع، والأوبئة وجميع أنواع الكوارث الطبيعية.

## حق التعليم في حالات الطوارئ
التعليم حق لكل فرد. ومع ذلك، في حالات الطوارئ، تواجه الدول صعوبات في ضمان وحماية الحق في التعليم، لا سيما للفئات الضعيفة المهمشة بالفعل، مثل الأشخاص ذوي الإعاقة. ويرجع ذلك إلى فقدان القوة وانعدام القانون الذي ينشأ، أو تدمير البنية التحتية أو بسبب إعادة توجيه الموارد. حيث تزيد حالات الطوارئ من فرص انتهاك الحق في التعليم. لذلك، من المهم أن يعمل القانون الدولي والمجتمع الدولي لتقليل الآثار الضارة لحالات الطوارئ. وفي حالات الطوارئ، ينطبق قانون حقوق الإنسان في جميع الحالات. ولا تضيع حقوق الإنسان بسبب الصراع أو المجاعة أو الكوارث الطبيعية. الحق في التعليم غير قابل للتقييد، مما يعني أنه لا يُسمح للدول بالحد مؤقتًا من التمتع به أثناء حالة الطوارئ.
واعتمادًا على طبيعة حالة الطوارئ، ينطبق هذا في مجالات مختلفة من القانون الدولي. وتشمل هذه: القانون الدولي لحقوق الإنسان، والقانون الإنساني الدولي (أو قانون النزاعات المسلحة)، والقانون الدولي للاجئين والقانون الجنائي الدولي. بالإضافة إلى ذلك، سيتم أيضًا تطبيق «القانون غير الملزم» مثل إعلان المدارس الآمنة الصادر عام (2015). وأثناء حالات الطوارئ، قد يتم المساس بقدرة الدولة على ضمان الحق في التعليم ويلتزم الفاعلون الآخرون (الأمم المتحدة والمنظمات غير الحكومية والدول الأخرى وما إلى ذلك) بتقديم المساعدة والتعاون الدوليين.
وفي حالات الطوارئ، لا يُنظر إلى التعليم عمومًا على أنه منقذ للحياة على الفور، ومع ذلك لا ينبغي التقليل من قيمة التعليم لأولئك المتأثرين بحالات الطوارئ حيث يظهر الآباء والمتعلمون أنفسهم على أنه أمر حاسم لتحقيق الاستقرار والحماية العاطفية والجسدية والاستمرارية. وعلى المدى المتوسط، يمكن للتعليم أن يساعد الجنود الأطفال والمشردين داخليًا والمهاجرين واللاجئين وجميع المتضررين من حالات الطوارئ على الاندماج مرة أخرى في المجتمع. وعلى المدى الطويل، قد يلعب التعليم دورًا في منع حالات الطوارئ.

### تعليم اللاجئين والمهاجرين والنازحين

نظرة عامة على التحديات الرئيسية المتعلقة بالتعليم في سياقات اللاجئين

وفقًا للحق في التعليم، يجب توفير نفس الشيء بغض النظر عن الأصل أو الجنسية أو الوضع القانوني للمتعلمين. وعلى الرغم من أن الوضع القانوني والمتعلق بالهجرة غير مدرج بشكل صريح كأساس محظور للتمييز، إلا أن العديد من هيئات معاهدات حقوق الإنسان التابعة للأمم المتحدة، مثل لجنة الحقوق الاقتصادية والاجتماعية والثقافية، وقد أكدت لجنة حقوق الطفل على تطبيق الحقوق بموجب الحق في التعليم على الجميع، بما في ذلك غير المواطنين مثل اللاجئين وطالبي اللجوء والاجانب والعمال المهاجرين وضحايا الاتجار الدولي، وتشمل حالات العودة أو الترحيل إلى بلد المنشأ، بغض النظر عن الوضع القانوني والتوثيق.

## الاستجابة التربوية للكوارث الطبيعية وتغير المناخ
تعرض الكوارث الطبيعية، مثل الزلازل أو الأعاصير، أنظمة التعليم لخطر فقدان الأرواح وتدمير البنية التحتية والتشرد، من بين تهديدات أخرى. إن ضمان أن تأخذ خطط قطاع التعليم هذه المخاطر في الاعتبار يمكن أن يقلل من الآثار المحتملة. في عام 2017، أطلق مكتب الأمم المتحدة للاستراتيجية الدولية للحد من الكوارث والتحالف العالمي للحد من مخاطر الكوارث والقدرة على الصمود في قطاع التعليم إطار عمل شامل محدث للسلامة المدرسية ينص على ثلاث ركائز تشمل: مرافق التعلم الآمنة، وإدارة الكوارث المدرسية، والحد من المخاطر. وتعليم المرونة.
في بنغلاديش، يركز أحد مكونات برنامج تطوير التعليم الابتدائي الثالث على حالات الطوارئ، تقديراً لمخاطر الكوارث التي تواجه البلاد. والغرض منه هو تنفيذ توصية من المجموعة الاستشارية المحلية لعام 2011 للاستجابة لحالات الطوارئ للكوارث: لتطوير «لتوجيه دمج الحد من مخاطر الكوارث والتعليم في حالات الطوارئ في التخطيط القطاعي والتنفيذ».
تعترف العديد من دول جزر المحيط الهادئ بتغير المناخ كسبب لزيادة مخاطر الكوارث الطبيعية وتخطط لهيكل التعليم. في عام 2011، أصدرت جزر سليمان بيان السياسة والمبادئ التوجيهية للتأهب للكوارث والتعليم في حالات الطوارئ. الهدف هو أن يستمر الطلاب في الوصول إلى بيئات تعليمية آمنة قبل وأثناء وبعد حالة الطوارئ، مع التأكد من أن جميع المدارس تحدد أماكن التعلم والتعليم المؤقتة. يقترح أنه للحفاظ على جودة التعليم، يجب تدريب جميع المعلمين في المناطق المتضررة على الاستراتيجيات النفسية والاجتماعية في غضون شهرين من الكارثة، ويجب تقديم الأنشطة النفسية والاجتماعية في جميع أماكن التعلم المؤقتة والمدارس في غضون ستة أسابيع. يقترح إطار العمل الاستراتيجي للتعليم 2016-2030 أن المنهج الدراسي يجب أن يقدم «الوعي بالمناخ والبيئة والكوارث والتماسك الاجتماعي وإدارة مخاطر الحماية الاجتماعية لتعزيز التكيف والاستدامة والمرونة والإدماج / الإنصاف»

## تأثير كوفيد 19 على التعليم
اعتبارًا من 20 مارس، أكثر من 960 مليون طفل وشاب لا يذهبون إلى المدرسة بسبب إغلاق المدارس مؤقتًا أو لأجل غير مسمى في جميع أنحاء البلاد بتكليف من الحكومات في محاولة لإبطاء انتشارCOVID-19. أغلقت 105 دولة المدارس في جميع أنحاء البلاد، مما يؤثر على الطلاب الذين يلتحقون عادة بالفصول ما قبل الابتدائية إلى الصفوف الثانوية. نفذت 15 دولة إغلاق مدارس محلية لمنع أو احتواء COVID-19، مما أثر على 640 مليون طفل وشاب في المدارس.
حتى عندما يكون إغلاق المدارس مؤقتًا، فإنه ينطوي على تكاليف اجتماعية واقتصادية عالية. الاضطرابات التي تسببها تؤثر على الناس عبر المجتمعات، لكن تأثيرها يكون أكثر حدة على الأطفال المحرومين وأسرهم بما في ذلك:
- التعلم المتقطع: يوفر التعليم الأساسي التعلم وعندما تغلق المدارس، يحرم الأطفال والشباب من فرص النمو والتطور. تعتبر المساوئ غير متناسبة مع المتعلمين المحرومين الذين يميلون إلى الحصول على فرص تعليمية أقل خارج المدرسة. التغذية: يعتمد العديد من الأطفال والشباب على الوجبات المجانية أو المخفضة المقدمة في المدارس للحصول على الغذاء والتغذية الصحية. عندما تغلق المدارس، تتعرض التغذية للخطر. الآباء غير مستعدين للتعليم عن بعد وفي المنزل: عند إغلاق المدارس، غالبًا ما يُطلب من الآباء تسهيل تعلم الأطفال في المنزل ويمكن أن يكافحوا لأداء هذه المهمة. هذا ينطبق بشكل خاص على الآباء ذوي التعليم والموارد المحدودة. الوصول غير المتكافئ إلى بوابات التعلم الرقمية: يعد الافتقار إلى الوصول إلى التكنولوجيا أو الاتصال الجيد بالإنترنت عقبة أمام التعلم المستمر، خاصة للطلاب من الأسر المحرومة. الثغرات في رعاية الأطفال: في حالة عدم وجود خيارات بديلة، غالبًا ما يترك الآباء العاملون الأطفال بمفردهم عند إغلاق المدارس وهذا يمكن أن يؤدي إلى سلوكيات محفوفة بالمخاطر، بما في ذلك زيادة تأثير ضغط الأقران وتعاطي المخدرات. التكاليف الاقتصادية المرتفعة: من المرجح أن يتغيب الآباء العاملون عن العمل عند إغلاق المدارس من أجل رعاية أطفالهم، مما يؤدي إلى خسارة الأجور في كثير من الحالات والتأثير سلبًا على الإنتاجية. ضغط غير مقصود على نظام الرعاية الصحية: غالبًا ما تمثل النساء نسبة كبيرة من العاملين في مجال الرعاية الصحية وغالبًا ما لا يتمكنون من حضور العمل بسبب التزامات رعاية الأطفال الناتجة عن إغلاق المدارس. هذا يعني أن العديد من المهنيين الطبيين ليسوا في المرافق التي هم في أمس الحاجة إليها أثناء الأزمة الصحية. زيادة الضغط على المدارس وأنظمة المدارس التي تظل مفتوحة: تؤدي عمليات إغلاق المدارس المحلية إلى إلقاء أعباء على المدارس حيث يقوم الآباء والمسؤولون بإعادة توجيه الأطفال إلى المدارس المفتوحة. تميل معدلات التسرب إلى الارتفاع: من التحديات ضمان عودة الأطفال والشباب والبقاء في المدرسة عند إعادة فتح المدارس بعد الإغلاق. هذا ينطبق بشكل خاص على عمليات الإغلاق المطولة.

استجابة لإغلاق المدارس بسبب COVID-19، توصي اليونسكو باستخدام برامج التعلم عن بعد والتطبيقات التعليمية المفتوحة والمنصات التي يمكن للمدارس والمعلمين استخدامها للوصول إلى المتعلمين عن بُعد والحد من تعطيل التعليم.

## التعليم كعلاج
يمكن أن تسبب التجارب المؤلمة آثارًا جسدية وعاطفية ومعرفية طويلة الأمد.  ويمكن أن يكون هذا ضارًا عند تجربته خلال الفترات الحساسة لنمو الدماغ. حيث ان مستويات الإجهاد يمكن أن تعطل بنية وتطور الدماغ والأنظمة البيولوجية الأخرى مع تأثيرات سلبية على التعلم والسلوك والصحة البدنية والعقلية مدى الحياة.
يمكن أن يحفز التعليم المرونة، ويغذي التطور الاجتماعي والعاطفي للمتعلمين ويمنح الأطفال والمجتمعات الأمل في المستقبل. ويساعد على إعادة بناء المجتمعات من خلال شفاء بعض الصدمات وتشجيع التماسك الاجتماعي والمصالحة وبناء السلام على المدى الطويل. الطويل ويمكن للمدارس مساعدة الأطفال المهاجرين واللاجئين في التعامل مع الصدمات من خلال الدعم النفسي والاجتماعي المتكامل مع تدخلات التعلم الاجتماعي والعاطفي، والمساعدة في بناء الثقة بالنفس، والمرونة ومهارات التنظيم العاطفي، وتعليم الأطفال على إنشاء علاقات قائمة على الثقة مع الآخرين.

### التعلم الاجتماعي والعاطفي
تعالج برامج التعلم الاجتماعي والعاطفي الصدمات كجزء من هدفها الأوسع لتحسين سلوك الأطفال والشباب والأداء الأكاديمي.  ترتبط السمات الاجتماعية والعاطفية والمعرفية للتطور البشري في الدماغ وهدفها الجوهري التعلم. تستخدم برامج التعلم الاجتماعي والعاطفي أشكالًا نشطة من التعلم، مثل التعلم القائم على المشروعات ولعب الأدوار والمناقشات الجماعية.

### بيئات مدرسية آمنة
يمكن أن تكون إعدادات التعليم مفتاحًا للتخفيف من آثار الصدمة وعكس مسارها. ومن المؤكد إن البيئات المدرسية الآمنة، التي يشعر فيها الطلاب بالرعاية والدعم والمشاركة والتحفيز، لا تساعد الطلاب على التعامل مع الصدمات فحسب، بل تسهل تعلمهم أيضًا.
يمكن أن يكون لصدمة العنف في المدارس، سواء كانت ناجمة عن العواقب المباشرة أو غير المباشرة للنزاع، تأثير سلبي ليس فقط على الالتحاق والجودة والإنجاز ولكن أيضًا على الصحة العقلية للطلاب. ويجب أن تهدف التدخلات التعليمية لتعزيز السلامة المدرسية إلى تحسين البنية التحتية للمدارس وحماية المدارس والطرق المؤدية إلى المدرسة من التهديدات الخارجية (مثل الهجمات أو آثار الكوارث الطبيعية) والتهديدات الداخلية (مثل العنف في المدرسة أو التنمر).

### مدرسون مدربون
يتعرض المعلمون في حالات الطوارئ لمعدلات أعلى من الصدمات، سواء بشكل مباشر أو من خلال تفاعلهم مع الطلاب.  ويمكن أن يكون الضغط العاطفي للعمل في بيئة مؤلمة ومع الأفراد المصابين بصدمات نفسية آثار سلبية على الصحة العقلية للمعلمين، والتي لا تؤدي فقط إلى تكاليف شخصية ومهنية ولكن أيضًا تحد من فعاليتها في مساعدة الناجين من الصدمات. حيث يتيح التدريب المهني للمعلمين التعرف بشكل أفضل على التأثير القوي للاستجابة لصدمات الآخرين والتخفيف منه.
يمكن للمعلمين أن يكونوا قدوة مهمة للمتعلمين المهاجرين واللاجئين الذين قد لا يكونون على معرفة بالعديد من  الشعوب الوافدة في البلد المستقبلة.  إن قدرتهم على تحسين اوضاع حياة المتعلمين شيء أساسي، لأن الدعم المقدم من شخص بالغ موثوق به يمكن أن يعالج آثار العناء الطويل المد، خاصة بالنسبة للمهاجرين غير المصحوبين بذويهم واللاجئين القصر أو أولئك الذين ليس لديهم دعم الوالدين.   